# Chic !
Pour plus de détails, voir Fiche technique et Distribution.
Chic ! est une comédie française réalisée par Jérôme Cornuau, sortie en 2015.

## Synopsis
Alicia Ricosi, star de la haute-couture, va mal après une rupture amoureuse. Elle ne peut plus créer et inquiète fort les gens qui dépendent d'elle, le calculateur directeur de la maison Alan Bergam et sa froide assistante Hélène Birk en tête.
Pour lui faire retrouver l'inspiration, il lui faut une muse, un homme bien de sa personne qu'Hélène cherche à recruter par casting. Mais c'est le profil atypique de Julien Lefort, un paysagiste breton plutôt rustique venu travailler pour Hélène, qui va frapper Alicia.

## Fiche technique
- Titre : Chic !
- Réalisation : Jérôme Cornuau
- Scénario : Jean-Paul Bathany
- Montage : Brian Schmitt
- Photographie : Stéphane Cami
- Musique : René Aubry
- Producteur : Alain Terzian
- Production : Alter Films, Studiocanal et France 2 Cinéma
- Distribution : Studiocanal
- Pays d’origine :  France
- Format : Couleur - son Dolby Digital
- Genre : Comédie
- Durée : 103 minutes
- Dates de sortie :
  - France : 7 janvier 2015

## Distribution
- Fanny Ardant : Alicia Ricosi
- Marina Hands : Hélène Birk
- Éric Elmosnino : Julien Lefort
- Laurent Stocker : Alan Bergam
- Catherine Hosmalin : Caroline Langer, journaliste
- Philippe Duquesne : Jean-Guy, associé de Julien
- India Hair : Karine Lefort, fille de Julien
- Audrey Looten
- Djinda Kane : le mannequin
- Stanley Royant: Le patron du bar
- Clémence Bretécher : La standardiste 1
- Déborah Grall : la standardiste 2